# Leonard Viktor Meretta
Leonard Viktor Meretta (Marion Heights, 5 september 1915 – Kalamazoo, 23 juli 2007) was een Amerikaans componist, muziekpedagoog, dirigent trompettist, kornettist, organist en pianist.

## Levensloop
Meretta kreeg zijn eerste muzieklessen aan de Ernest Williams School of Music in New York. Vervolgens studeerde hij muziek aan de Universiteit van Michigan in Ann Arbor en behaalde aldaar zijn Bachelor of Arts (1938) en zijn Master of Music (1941). Hij werd vanaf 1938 tot 1942 muziekpedagoog en instructeur in Lenoir (North Carolina), waar hij ook de Lenoir High School Band leidde en ermee veel succes oogstte. Daarnaar werd hij op advies en uitnodiging van Dr. William D. Revelli docent, instructeur en als tweede dirigent van de harmonieorkesten van de Universiteit van Michigan assistent van Revelli.
In 1945 werd hij docent aan de Western Michigan University in Kalamazoo en richtte er straks een programma voor harmonieorkesten op. Hij organiseerde de eerste Michigan Band Day in 1946. Rond 27 jaar was hij dirigent van de harmonieorkesten. Verder was hij docent voor trompet aan deze universiteit en hoofd van de faculteit voor koperinstrumenten en slagwerk en voor vele jaren professor voor trompet, HaFadirectie, instrumentatie en arrangeren tot zijn pensionering in 1981.
Hij was een veelgevraagd gastdirigent bij de harmonieorkesten van de Amerikaanse universiteiten en conservatoria, de bekende "Goldman Band" in New York, de "Detroit Concert Band" en de "United States Army Band". Van 1951 tot 1963 was hij koorleider van de Kalamazoo Male Chorus.
Als componist schreef hij verschillende werken voor harmonieorkest. Hij was lange jaren lid van de International Trumpet Guild (ITG) en een bepaalde tijd tweede voorzitter van de sectie Michigan van deze institutie. Verder was hij lid van de componistenbroederschappen Delta Iota Chapter of Phi Mu Alpha, alsook van de American Bandmasters Association (ABA) en erelid van de "Michigan State Band and Orchestra Association".

## Composities

### Werken voor harmonieorkest
- 1940 Campus on Parade
- 1948 Men of Might, mars
- 1952 Tioga, mars
- 1957 Festival Day, mars
- Kemper Cadets

### Kamermuziek
- 1947 Aurora, voor kornettrio en piano
- Holiday Polka, voor kornettrio en piano